# Langues konda-yahadian
Les langues konda-yahadian sont une famille de langues papoues parlées en Indonésie, dans la péninsule de Doberai, située à l'extrémité occidentale de la Nouvelle-Guinée dans la province de Papouasie occidentale.

## Classification
Malcolm Ross (2005) suit la proposition de S. Wurm (1975) d'inclure les langues konda-yahadian dans la famille hypothétique de trans-nouvelle-guinée, aux côtés des langues bird's head du Sud et inanwatanes. Haspelmath, Hammarström, Forkel et Bank ne valident aucun de ces rapprochements, arguant d'une comparaison du vocabulaire peu probante, et maintiennent le konda-yahadian comme une famille de langues indépendante.

## Liste des langues
Les deux langues konda-yahadian sont :
- konda
- yahadian